# Athyroglossa melanderi
Athyroglossa melanderi är en tvåvingeart som först beskrevs av Cresson 1922.  Athyroglossa melanderi ingår i släktet Athyroglossa och familjen vattenflugor. Inga underarter finns listade i Catalogue of Life.